# Karl Urban
Karl-Heinz Urban (sinh ngày 7 tháng 6 năm 1972) là nam diễn viên người New Zealand. Giai đoạn đầu sự nghiệp, ông tham gia vào các phim truyền hình, điện ảnh ở quê nhà và được biết tới qua sê-ri Xena: Warrior Princess (1995-2001). Vai diễn Hollywood đầu tiên của ông là trong phim kinh dị Ghost Ship năm 2002. Kể từ đây, ông bắt đầu đóng nhiều phim nổi tiếng có thể kể tới như: vai Éomer trong phần hai và ba của The Lord of the Rings, Vaako trong phần hai và ba của Riddick, Leonard McCoy trong các phần phim Star Trek bản làm lại, Kirill trong The Bourne Supremacy (2004), John "Reaper" Grimm trong Doom (2005), Judge Dredd trong Dredd (2012), Gavin Magary trong Pete's Dragon (2016) và Skurge trong Thor: Ragnarok (2017) của MCU. Năm 2013, ông đóng chính trong phim truyền hình khoa học viễn tưởng Almost Human. Từ năm 2019, ông vào vai Billy Butcher trong phim The Boys phát hành trên Amazon Prime Video.

## Tiểu sử
Urban sinh ra tại Wellington, New Zealand. Cha ông, một người Đức nhập cư, là chủ cửa hàng đồ da. Mẹ ông từng làm việc trong xưởng phim thành phố vì vậy từ nhỏ ông đã được làm quen và trở nên yêu thích ngành điện ảnh. Thời học sinh, ông theo học trường St Mark's Church và đã bắt đầu thể hiện năng khiếu diễn xuất. Vai diễn đầu tay của ông là vào năm 8 tuổi khi nhận một câu thoại trong sê-ri phim Pioneer Woman.

## Đời tư
Tháng 9 năm 2004, Urban kết hôn với bạn gái lâu năm Natalie Wihongi, cũng từng là chuyên gia trang điểm cho ông trong phim The Privateers năm 2000. Cặp đôi sinh được hai con trai tên Hunter và Indiana. Con thứ hai được đặt theo tên của nhân vật phim Indiana Jones mà ông yêu thích. Gia đình ông sống tại thành phố Auckland. Tháng 6 năm 2014, cả hai cho biết đã ly thân.
Từ năm 2014 tới 2018, ông từng hẹn hò với diễn viên Katee Sackhoff.

## Danh sách phim

### Điện ảnh
| Năm  | Tên                                           | Vai                     | Ct |
| ---- | --------------------------------------------- | ----------------------- | --- |
| 1992 | Chunuk Bair                                   | Chiến binh Wellington   | |
| 1998 | Heaven                                        | Sweeper                 | |
| 1998 | Via Satellite                                 | Paul                    | |
| 2000 | The Irrefutable Truth about Demons            | Harry Ballard           | |
| 2000 | The Price of Milk                             | Rob                     | |
| 2002 | Ghost Ship                                    | Munder                  | |
| 2002 | The Lord of the Rings: The Two Towers         | Éomer                   | |
| 2003 | The Lord of the Rings: The Return of the King | Éomer                   | Giải BFCA cho dàn diễn viên xuất sắc nhất Giải NBRMP cho dàn diễn viên xuất sắc nhất Giải SAG cho dàn diễn viên điện ảnh xuất sắc nhất Đề cử—Giải Phoenix Film Critics Society cho dàn diễn viên xuất sắc nhất                                                                      |
| 2004 | The Chronicles of Riddick                     | Siberius Vaako          | |
| 2004 | The Bourne Supremacy                          | Kirill                  | |
| 2005 | Doom                                          | John "Reaper" Grimm     | Đề cử—Giải Fangoria Chainsaw cho hạng mục "Bloodiest Beatdown" (với Dwayne Johnson) |
| 2006 | Out of the Blue                               | Nick Harvey             | Thắng—Giải Điện ảnh và Truyền hình Qantas cho Nam diễn viên phụ xuất sắc nhất |
| 2007 | Pathfinder                                    | Ghost                   | |
| 2009 | Star Trek                                     | Leonard McCoy           | Giải Hội đồng Phê bình Điện ảnh Boston cho dàn diễn viên xuất sắc nhất Giải Hội đồng Phê bình Điện ảnh Denver cho dàn diễn viên xuất sắc nhất Đề cử—Giải BFCA cho dàn diễn viên xuất sắc nhất Đề cử—Giải Hội đồng Phê bình Điện ảnh Washington D.C. cho dàn diễn viên xuất sắc nhất |
| 2009 | Black Water Transit                           | Earl Pike               | |
| 2010 | And Soon the Darkness                         | Michael                 | |
| 2010 | Red                                           | William Cooper          | |
| 2011 | Priest                                        | Black Hat               | |
| 2012 | Dredd                                         | Judge Dredd             | |
| 2013 | Star Trek Into Darkness                       | Leonard McCoy           | |
| 2013 | Riddick                                       | Siberius Vaako          | Khách mời |
| 2013 | Walking with Dinosaurs                        | Zack                    | |
| 2014 | The Loft                                      | Vincent Stevens         | |
| 2016 | Star Trek Beyond                              | Leonard McCoy           | |
| 2016 | Pete's Dragon                                 | Gavin Magary            | |
| 2017 | Thor: Ragnarok                                | Skurge the Executioner  | |
| 2017 | Acts of Vengeance                             | Sĩ quan Hank Strode     | |
| 2017 | Hangman                                       | Thám tử Will Ruiney     | |
| 2018 | Bent                                          | Danny Gallagher         | |
| 2019 | Star Wars: The Rise of Skywalker              | Stormtrooper            | Khách mời |
| 2020 | Butcher: A Short Film                         | William "Billy" Butcher | Phim ngắn |
| 2022 | The Sea Beast                                 | Jacob Holland           | Lồng tiếng |
| 2025 | Mortal Kombat 2                               | Johnny Cage             | Hậu kỳ |
| CTB  | I, Object                                     |                         | Đang ghi hình |